# جوزيه بيريز
جوزيه بيريز (بالإنجليزية: Jose Perez)‏ هو لاعب كرة قاعدة أمريكي، ولد في 15 سبتمبر 1985 في Marine Corps Air Station Cherry Point ‏ في الولايات المتحدة.

## وصلات خارجية
- جوزيه بيريز على موقعبيزبول رفرنس.كوم (الدوري الثانوي) (الإنجليزية)
- جوزيه بيريز على موقع مرجع كرة القدم المحترفة.كوم (الإنجليزية)